# От (гигант)
От (на старогръцки: Ὦτος) в древногръцката митология е гигант. По произход е от Тесалия, син е на Алоей и Ифимедея, заедно със своя брат-близнак Ефиалт пленява в бъчва бога Арес. По време на гигантомахията помага на Ефиалт да струпа една върху друга планините Оса и Пелион, за да обсадят Олимп.
При Аполодор и Пиндар От заедно със своя близнак е погубен от Артемида на остров Наксос.